# 커밍 아웃 (2000년 대한민국 영화)
"커밍 아웃"(Coming Out)은 한국에서 제작된 김지운 감독의 2000년 드라마 영화이다. 신하균 등이 주연으로 출연하였다.

## 출연

### 주연
- 신하균
- 구혜주
- 장이지
- 노을

### 조연
- 김일웅
- 이재욱
- 임원희
- 조득채
- 임재원
- 박준하
- 박리나

## 기타
- 조명: 김성관
- 붐어시스턴트: 임동석
- 미술: 오상만
- 미술: 라현경